# Kulturskole
En kulturskole er en skole for undervisning af primært børn i forskellige kunstarter. Disse kan f.eks. være musik, billedkunst, drama og dans
Kulturskolerne i Danmark har taget udgangspunkt i musikskolerne. Den danske stat yder refusion til de kommunale musikskolers og kulturskolers undervisning i musik. Der ydes ikke statsrefusion til undervisning i de øvrige kunstarter. Refusionen følger Lov om musik og  Bekendtgørelse om musikskoler(2014).

## Ekstern henvisning
Kort fra 2018 over kommunale musikskoler og kulturskoler
| Skole | Spire Denne artikel om en skole, en uddannelsesinstitution eller uddannelse er en spire som bør udbygges. Du er velkommen til at hjælpe Wikipedia ved at udvide den. |